# Montigny-Saint-Barthélemy
Montigny-Saint-Barthélemy – miejscowość i gmina we Francji, w regionie Burgundia-Franche-Comté, w departamencie Côte-d’Or.
Według danych na rok 1990 gminę zamieszkiwało 77 osób, a gęstość zaludnienia wynosiła 12 osób/km² (wśród 2044 gmin Burgundii Montigny-Saint-Barthélemy plasuje się na 833. miejscu pod względem liczby ludności, natomiast pod względem powierzchni na miejscu 1150.).